# Keizō Kanie
Keizō Kanie (蟹江敬三, Kanie Keizō), né le 28 octobre 1944 et mort le 30 mars 2014, est un acteur japonais.

## Biographie
Keizō Kanie joua entre autres dans la série TV Sukeban Deka II, aux côtés de Yoko Minamino, en 1986[réf. nécessaire].

## Filmographie

### Au cinéma
- 1967 : Āa dōki no sakura : deuxième sous-lieutenant Fawa
- 1971 : Yasashii Nippon jin
- 1971 : Kaoyaku : Sakamoto
- 1971 : Asobi
- 1971 : Arakajime ushinawareta koibitotchiyo
- 1972 : Goyōkiba
- 1972 : Zatōichi goyō-tabi
- 1973 : Saihate no joji : Jirō
- 1973 : Goyōkiba: Kamisori Hanzō jigoku zeme
- 1974 : Goyōkiba: Oni no Hanzō yawahada koban : Mamushi
- 1974 : Akasen tamanoi: Nukeraremasu : Shiwa
- 1976 : Utareru mae-ni ute! : Sone Genzo
- 1976 : Okasu! : conducteur de camion
- 1976 : Kashin no irezumi: ureta tsubo : artiste tatoueur Tatsu
- 1976 : Andō Noboru no waga tōbō to sex no kiroku : Kazuya Funabashi
- 1976 : Ani imōto : Kifuji
- 1977 : Seibo Kannon daibosatsu
- 1977 : Yokosuka otoko-gari: shoujo kairaku : Mickey Tokuda
- 1977 : Onna kyōshi : Satoru Kobayashi
- 1978 : L'Été du démon (鬼畜, Kichiku?) de Yoshitarō Nomura : Akutsu
- 1979 : Tenshi no harawata: Akai kyōshitsu : Tetsuro Muraki
- 1979 : Motto shinayaka ni, motto shitataka ni
- 1979 : Jukyusai no chizu : Konno
- 1979 : Tenshi o yūwaku
- 1980 : Warui yatsura
- 1980 : Harukanaru sōro : Noboru Yamaguchi
- 1980 : Furueru shita : Yamagishi
- 1981 : La Rivière de boue de Kōhei Oguri : policier
- 1981 : Yokohama BJ būrusu
- 1981 : Orage lointain (遠雷, Enrai?) de Kichitarō Negishi : le mari de Kaede
- 1982 : Saraba, adieu la terre natale (さらば愛しき大地, Saraba itoshiki daichi?) de Mitsuo Yanagimachi : Daijin
- 1982 : Yajū deka (野獣刑事?) d'Eiichi Kudō : un yakuza
- 1982 : La Marche de Kamata (蒲田行進曲, Kamata kōshin-kyoku?) de Kinji Fukasaku : le réalisateur de film
- 1983 : Tantei monogatari : inspecteur Takamine
- 1984 : Sukanpin walk : Ryusuke shiraki
- 1984 : Yūgure Zoku : Yasuhiko Ōkubo
- 1985 : Nidaime wa Christian : Isomura
- 1986 : Inujini sesi mono : Hitsuke
- 1986 : Koisuru onnatachi : le père de Teiko
- 1987 : Sukeban deka : Nishiwaki
- 1987 : Hissatsu 4: Urami harashimasu : Kyuzo
- 1988 : Hana no ran : Hōgetsu Shimamura
- 1988 : Yojo no jidai
- 1989 : Bungakusho satsujin jiken: Oinaru jyoso : Kazuo Homata
- 1989 : La Légende de Zatoïchi : L'Odyssée finale de Shintarō Katsu
- 1990 : Rimeinzu: Utsukushiki yuusha-tachi : homme à tout faire
- 1990 : Ware ni utsu yoi ari : Gunji
- 1994 : Chūshingura gaiden: Yotsuya kaidan : Ichigaku Shimuzu
- 1995 : Kura (蔵?) de Yasuo Furuhata : Shin Hirayama
- 1995 : Onihei hankachō : Kumehachi
- 1998 : Takkyū onsen
- 2000 : Ichigensan
- 2001 : Drug : Yuji Takashina
- 2002 : Nurse no oshigoto: The Movie : inspecteur Kumano
- 2003 : Mana ni dakarete : Kai
- 2003 : Shoro nagashi
- 2006 : Maze de Rob Morrow
- 2006 : Yureru : Osamu Hayakawa
- 2007 : Tengoku wa matte kureru
- 2008 : Zenzen daijobu : Eitaro
- 2012 : The Little Maestro

### À la télévision
- 1985-1986  : Sukeban Deka II : Shōjo Tekkamen Densetsu : Nishiwaki